# 4-я гвардейская Ленинградская стрелковая дивизия народного ополчения
4-я гвардейская Ленинградская стрелковая дивизия народного ополчения — воинское соединение вооружённых сил СССР в Великой Отечественной войне

## История
Красногвардейская стрелковая дивизия народного ополчения сформирована с 4 по 24 июля 1941 года на основании постановления Ленинградского горкома партии в Красногвардейском районе Ленинграда. 24 июля приказом Ленинградской армии народного ополчения (ЛАНО) № 06 от 24.07.1941 Красногвардейская дивизия народного ополчения была расформирована. 27 июля командование ЛАНО отдало приказ № 4 от 27.07.1941 о сформировании 4-й гвардейской дивизии народного ополчения. Она создавалась на базе Красногвардейской стрелковой дивизии народного ополчения. В её ряды влились, кроме того, командные кадры Василеостровской стрелковой дивизии народного ополчения, а также рядовые бойцы, призванные в армию райвоенкоматами Ленинграда. К 4 августа 1941 года численность дивизии достигла 8924 человек. По приказу командования ЛАНО из бойцов был срочно сформирован маршевый батальон, насчитывавший 897 человек, который отправили во 2-ю Ленинградскую стрелковую дивизию народного ополчения (Московского района). Дальнейшее формирование дивизии пришлось прекратить из-за острейшей нехватки оружия и снаряжения.
С 13 августа 1941 года дивизия перешла на положение запасной. Её главной задачей стало пополнение действующих частей Ленинградской армии народного ополчения. Уже к 17 августа 1941 года она отправила во 2-ю Ленинградскую стрелковую дивизию народного ополчения ещё три маршевых батальона общей численностью 3308 человек. В них включали бойцов, служивших в армии, имевших боевой опыт. В последующие недели дивизия пополнялась главным образом за счёт выздоравливающих ополченцев, бойцов истребительных батальонов и расформированных частей. Всего в течение августа дивизия подготовила и отправила на фронт 7 маршевых батальонов. Их общая численность составила 7600 человек. Необеспеченность вооружением явилась одной из причин отправки в конце августа 1941 года на подготовку оборонительных рубежей 2800 человек.
Согласно директиве штаба Ленинградского военного округа, дивизия 28 августа была переименована в 4-ю резервную Ленинградскую стрелковую дивизию народного ополчения. 30 августа Военный совет Ленинградского фронта решил развернуть 4-ю резервную Ленинградскую стрелковую дивизию народного ополчения в боевое соединение. В первых числах сентября её подразделения были доукомплектованы командным и рядовым составом. Среди пополнения преобладали трудящиеся Выборгского и Василеостровского районов. Из добровольцев Василеостровского района почти полностью состоял 2-й стрелковый полк. Было много рабочих и служащих завода имени Н. Г. Козицкого, студентов и преподавателей Ленинградского государственного университета, работников Академии наук СССР и Академии художеств, других учреждений. Большинство бойцов и командиров 3-го стрелкового полка составили добровольцы Выборгского района. Политработниками стали второй секретарь Выборгского райкома ВКП(б) Николай Смирнов, работники райкома партии, секретарь партийной организации завода «Русский дизель» и другие. К 5 сентября численность дивизии достигла 8350 человек, в тот же день 2-й стрелковый полк получил приказ выступить на фронт в район станции Сапёрная.
9 сентября 1941 года директивой штаба Ленинградского военного округа дивизия была переименована в 5-ю Ленинградскую стрелковую дивизию народного ополчения.

## Состав

### Красногвардейская стрелковая дивизия народного ополчения
- 1-й стрелковый полк
- 2-й стрелковый полк
- 3-й стрелковый полк
- 4-й артиллерийский полк
- отдельный танковый батальон
- разведывательный батальон
- сапёрный батальон
- отдельная рота связи
- автотранспортная рота
- отдельная рота химзащиты

### 4-я гвардейская Ленинградская стрелковая дивизия народного ополчения
- 1-й стрелковый полк
- 2-й стрелковый полк
- 3-й стрелковый полк
- артиллерийский полк
- отдельный зенитный артиллерийский дивизион
- разведывательная рота
- сапёрный батальон
- отдельный батальон связи
- огнемётный взвод
- автотранспортная рота
- полевая хлебопекарня
- полевая почтовая станция
- полевая касса Госбанка

### 4-я резервная Ленинградская стрелковая дивизия народного ополчения
- 1-й стрелковый полк
- 2-й стрелковый полк
- 3-й стрелковый полк
- артиллерийский полк
- отдельный зенитный артиллерийский дивизион
- разведывательная рота
- сапёрный батальон
- отдельный батальон связи
- автотранспортная рота
- полевая хлебопекарня
- полевая почтовая станция
- полевая касса Госбанка[1]

## Подчинение
| Дата            | Фронт (округ)       | Армия | Корпус | Примечания |
| --------------- | ------------------- | ----- | ------ | ---------- |
| 01.08.1941 года | Северный фронт      | -     | -      | -          |
| 01.09.1941 года | Ленинградский фронт | -     | -      | -          |

## Командиры

### Красногвардейская стрелковая дивизия народного ополчения
- Жарковский, Михаил Александрович[3], старший политрук — (04.07.1941 — 15.07.1941)
- Белянов, Александр Семёнович[4], капитан — (16.07.1941 — 28.07.1941)

### 4-я гвардейская Ленинградская стрелковая дивизия народного ополчения
- Сонников, Григорий Леонтьевич, полковник — (28.07.1941 — 11.08.1941)
- Медведев, Михаил Всеволодович, полковник — (12.08.1941 — 28.08.1941)

### 4-я резервная Ленинградская стрелковая дивизия народного ополчения
- Медведев, Михаил Всеволодович, полковник — (28.08.1941 — 30.08.1941)
- Уткин, Фёдор Павлович[5], полковник, с 31.08.1941 по 09.09.1941[6]

## Память
Музей дивизии в школе № 123 города Санкт-Петербург